# Piedicavallo
Piedicavallo est une commune italienne de la province de Biella dans la région Piémont en Italie.

## Administration
| Période                                  | Période  | Identité          | Étiquette                  | Qualité |
| ---------------------------------------- | -------- | ----------------- | -------------------------- | ------- |
| 08/06/2009                               | En cours | Francesco Giolito | lista civica Tra le pietre |         |
| Les données manquantes sont à compléter. |          |                   |                            |         |

### Hameaux
Montesinaro

### Communes limitrophes
Andorno Micca, Bioglio, Callabiana, Campiglia Cervo, Gaby (Italie), Pettinengo, Rosazza, Sagliano Micca, Selve Marcone, Tavigliano, Valle Mosso, Valle San Nicolao

## Jumelages
- Avrieux (France) depuis 2009[3]

## Galerie de photos

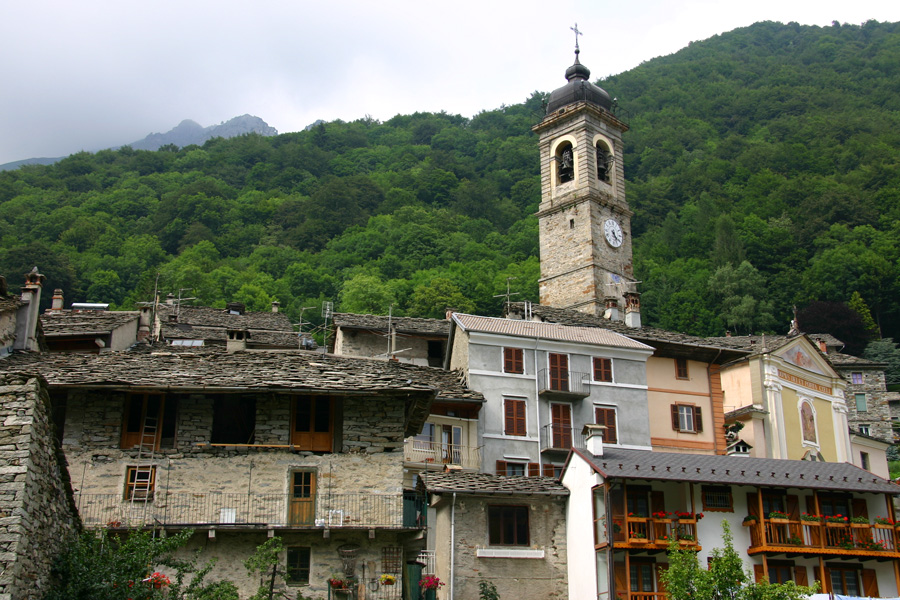
Le centre de Piedicavallo avec l'église
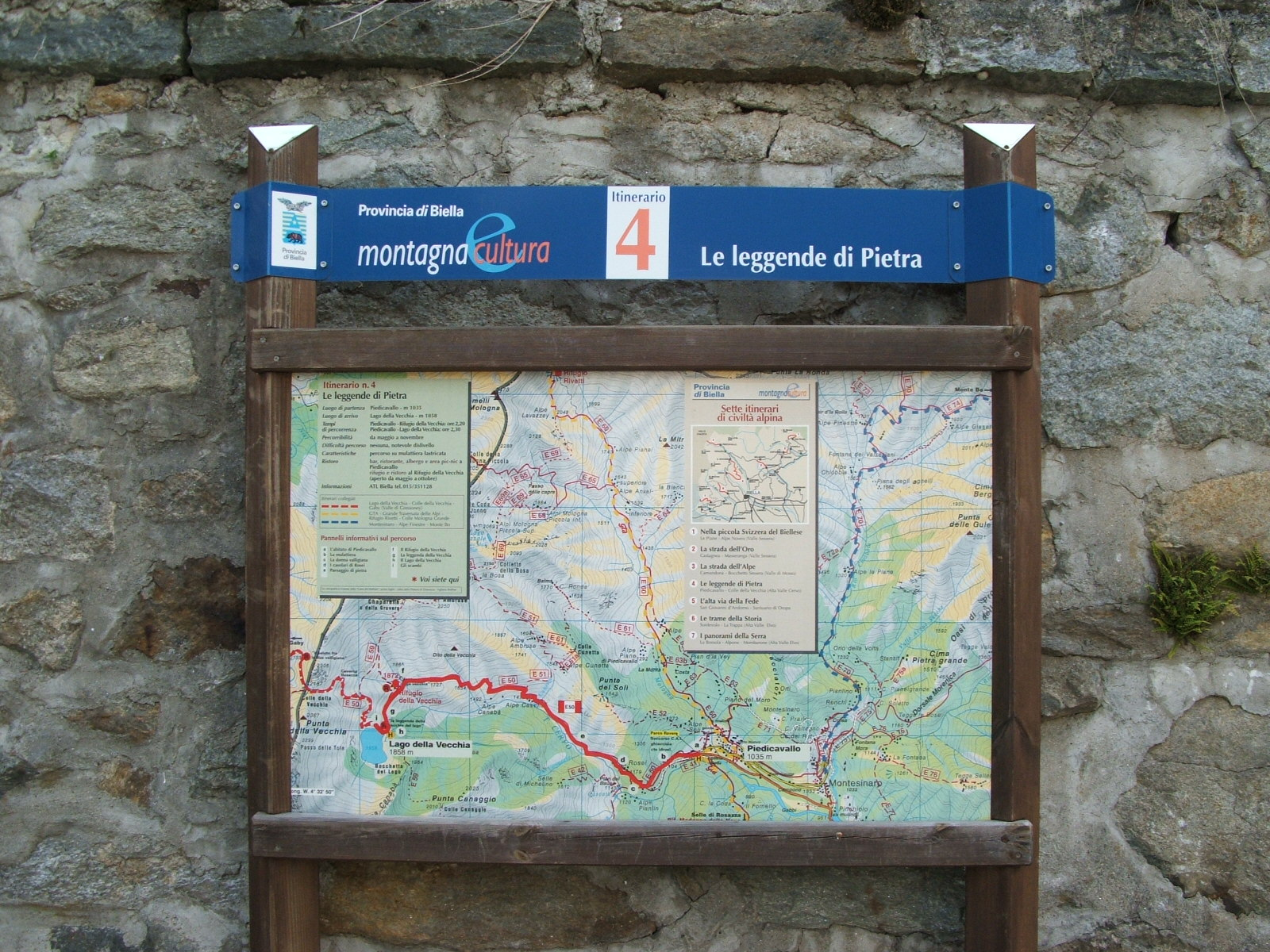
Balades et randonnées pédestres près du village
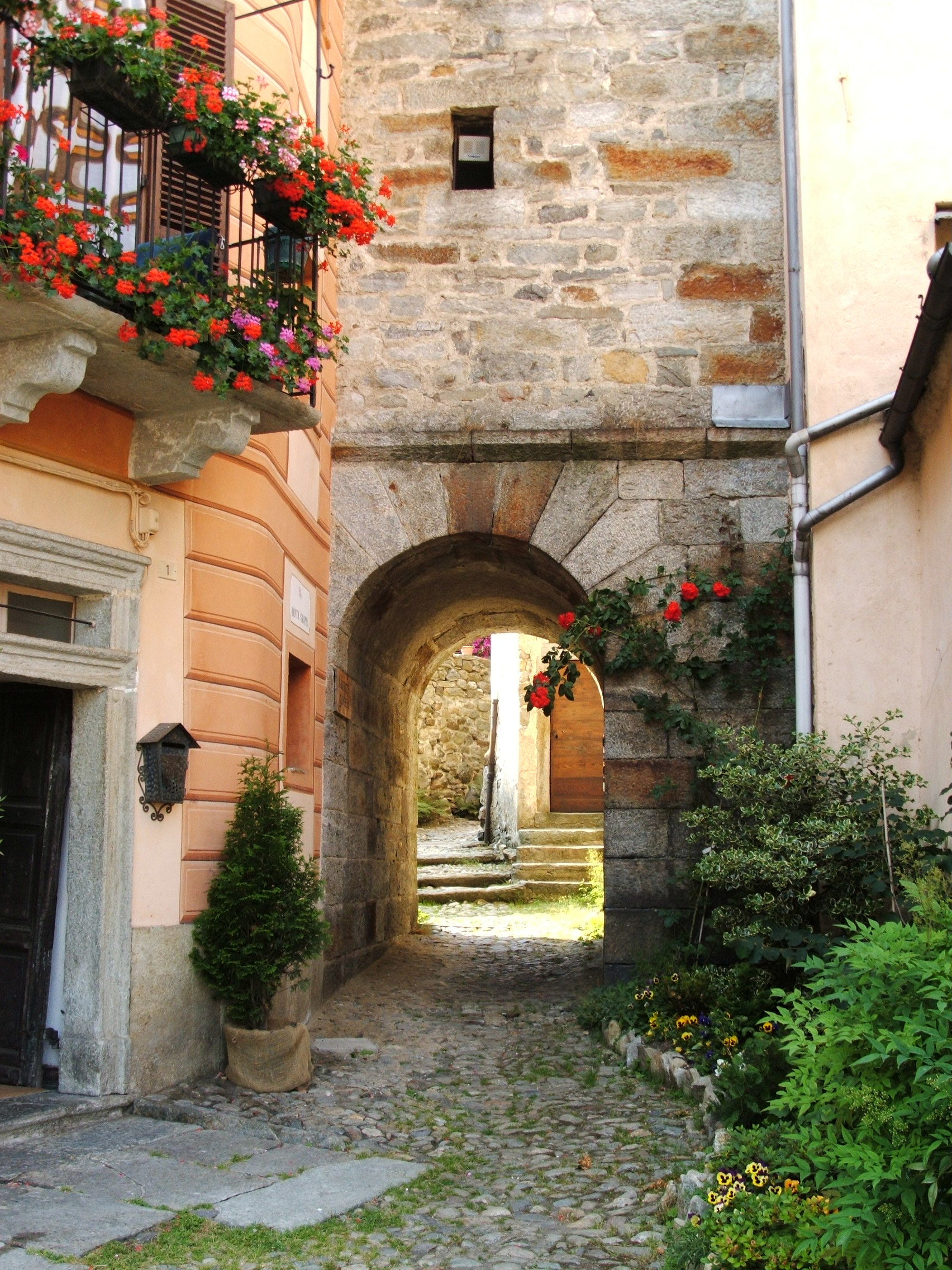
Rustique arcade au-dessous du clocher